# Билбија
Билбија је српско презиме, настало од билбил, словенске варијанте турске речи булбул што значи „славуј“. Значајни људи са овим презименом су:
- Немања Билбија (1990), фудбалер, син Милорада
- Милорад Билбија (1964), фудбалер у пензији, Немањин отац